# Centrex
Centrex to nazwa usługi świadczonej przez operatorów telefonicznych.
Polega ona na tym, że abonent posiadający co najmniej kilka linii telefonicznych podłączonych do centrali operatora, łączy je w tak zwaną "Grupę Centrex" i połączenia pomiędzy aparatami podłączonymi do tych linii są bezpłatne lub znacznie tańsze niż normalnie.
Zaletami usługi Centrex są:
- niższe koszty połączeń pomiędzy abonentami "Grupy Centrex";
- zazwyczaj niższy abonament;
- nie trzeba kupować i instalować własnej centrali PBX ani żadnych innych dodatkowych urządzeń;
- linie "Grupy Centrex" mogą być zlokalizowane w odległych lokalizacjach (nawet w różnych miastach), co jest niedopuszczalne przy centralach PBX;
- możliwość wybierania skróconego pomiędzy telefonami "Grupy Centrex".

Można powiedzieć, że Centrex jest usługą polegającą na instalacji wirtualnej centrali PBX przez operatora telefonicznego. Nie świadczy ona usługi zapowiedzi słownej "komunikatu" przed połączeniem się z abonentem należącym do grupy Centrex. Może realizować funkcje centralki abonenckiej: przełączanie połączeń przychodzących na inne linie wewnętrzne czy przekierowanie połączenia przychodzącego na inny numer wewnętrzny. W Orange Polska aktualna nazwa usługi to Grupa Biznesowa.